# Alto Urgel

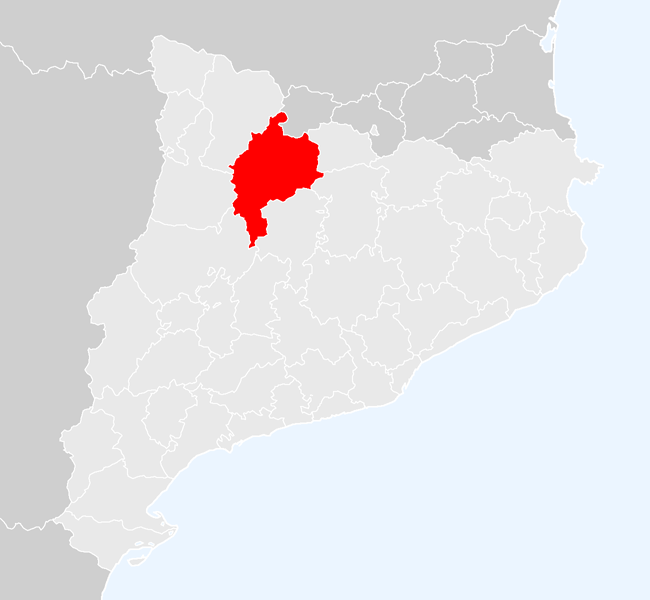
Localização do Alto Urgel, na Catalunha

Alto Urgel

Alto Urgel (em catalão: Alt Urgell) é uma região (comarca) da Catalunha e que coincidia com o histórico condado de Urgel. Abarca uma superfície de 1447,48 quilômetros quadrados e possui uma população de uns 21.566 habitantes.

## Subdivisões
A comarca do Alto Urgel subdivide-se nos seguintes 19 municípios:
- Alàs i Cerc
- Arsèguel
- Bassella
- Cabó
- Cava
- Coll de Nargó
- Estamariu
- Fígols i Alinyà
- Josa i Tuixén
- Montferrer i Castellbò
- Oliana
- Organyà
- Peramola
- El Pont de Bar
- Ribera d'Urgellet
- La Seu d'Urgell
- Les Valls d'Aguilar
- Les Valls de Valira
- La Vansa i Fórnols